# Brodogradilište Braća Matijević
Brodogradilište Braća Matijević je bilo jedno od najstarijih hrvatskih brodogradilišta suvremenog doba u Splitu. Osnovano je 1922. godine pod imenom Pomorsko industrijsko i tehničko poduzeće “Braća Matijević”. Preimenovano je poslije u “Marjan”. Ovo je bilo malo remontno brodogradilište. Položaj je bio podno tvornice cementa “Betizza”, s južne strane Marjana. Imalo je dok nabavljen u Trstu. Škver je bio opremljen vlastitom elektrocentralom, ljevaonicu, elektrotehničku i kovačku radionicu, a tehničkom se naprednošću isticala radionica za autogeno varenje. Tvrtka Jugoslavensko društvo za izradu i opravku brodova (prethodnik današnjeg Brodosplita) kupila je koncem ožujka 1931. godine Pomorsko-industrijsko i tehničko poduzeće Marjan, i to dok, ljevaonicu i mehaničku radionicu.